# Мясницкий, Иван Ильич
Ива́н Ильи́ч Мясни́цкий (настоящая фамилия Ба́рышев, 1852—1911) — русский писатель-сатирик и драматург.

## Биография
Иван Ильич Барышев родился в селе Старое Акшино Инсарского уезда Пензенской губернии (ныне — в Старошайговском районе Республики Мордовия. О родителях ничего неизвестно, воспитывался в доме Московского купца Солдатенкова Козьмы Терентьевича. Окончив в 1868 году Московское коммерческое училище, был принят на работу в контору издательства Солдатёнкова. С конца 1870-х Мясницкий стал главным помощником Солдатёнкова, пользовался его неограниченным доверием, заведовал денежными делами фирмы, был его душеприказчиком.
С 1876 года помещал юмористические стихотворения в журналах «Стрекоза», «Будильник» и других. Взял себе псевдоним по названию улицы, где он жил в усадьбе Солдатёнкова. В Москве большим успехом пользовались юмористические рассказы Мясницкого из жизни купеческой среды, например «Замоскворецкие свахи», доставившие ему репутацию «московского Лейкина». Почти исключительно печатавшиеся в «Московском листке», рассказы эти составили множество сборников, выходивших практически каждый год и выдержавших по несколько изданий.
Некоторые из его комедий-фарсов с успехом ставились в московском театре Корша и петербургском театре В. Неметти. Часть их вошла в «Драматические сочинения Мясницкого» (в 2-х томах, 1895—1897).
Член Общества русских драматических писателей, последние 10 лет жизни его казначей.

Кстати, заодно пришли мне на добрую память и свои книжки, по возможности все, с приличным надписом. А я тебе свои пришлю. «Их степенства» и «Смешная публика» желательно было бы иметь в двух экземплярах… Давненько мы не виделись.
— Письмо А. П. Чехова И. И. Барышеву от 13 августа 1899 года.

## Сочинения

### Романы
- Старообрядка, 1904
- В царстве ситца, 1905

### Повести
- Женитьба Крутозобова, 1895
- Гостинодворцы, 1896
- Около миллионов, 1897
- Без языка, 1898
- Приключения Жоржа Бантикова и Сержа Кантикова, 1900
- Судьба Фалалея, 1901
- Мануфактур-советник, 1903
- Отрезанный палец, 1907

### Сборники
- Нашего поля ягодки, 1880
- Их степенства, 1882
- Проказники, 1880
- Смешная публика, 1885
- Провинция в Москве, 1892
- Милые люди, 1895
- Смеха ради, 1895
- "Милые дамы", 1897
- Под веселую руку, 1897
- Дачные прелести, 1898
- Житейские комедии, 1899
- Мужья и жены, 1900
- Господа коммерсанты, 1900
- Самой красивой женщине, 1900
- Струйки смеха, 1900
- Блёстки юмора, 1901
- Юмористические шалости, 1902
- Бес-девка, 1903
- Свадьба и другие рассказы, 1903
- Наши ближние, 1903
- Монологи для сцены, 1904
- Без претензий, 1904
- Кому смех, кому слёзы, 1905
- Немножко смеха, 1907
- Драматические сочинения. Том I. Двести тысяч. Сыщик. Сгоряча., 1913
- Драматические сочинения. Том II. Заяц. Ни минуты покоя. Страшная месть., 1913

### Рассказы
- Замоскворецкие свахи, 1908
- Кандидат на должность мужа

### Пьесы
- Баба дурит, 1882
- Жена его степенства, 1884 (совместно с М. Карнеевым)
- Тещу выкуривают, 1884
- Крах банка, 1885
- Дядюшкина квартира, 1887
- Маленькая война, 1888
- Ни минуты покоя, 1890
- Заяц, 1891
- Не лги, 1891
- Домашний стол, 1891
- Сыщик, 1892
- Лови момент, 1896
- Страшная месть, 1897
- Письмо из столицы, 1900
- Омосквичился, 1903
- Я умер, 1907
- Старческая любовь, 1911 (по роману «Старообрядка»)